# Little Bone 74B
Little Bone 74B är ett reservat i Kanada.   Det ligger i provinsen Saskatchewan, i den sydöstra delen av landet, 2 100 km väster om huvudstaden Ottawa.
Trakten runt Little Bone 74B består till största delen av jordbruksmark. Trakten runt Little Bone 74B är nära nog obefolkad, med mindre än två invånare per kvadratkilometer.